# قطبش دایره‌ای

بردارهای میدان الکتریکی یک موج الکترومغناطیسی دایره‌ای، قطبی شده و در حال حرکت. این موج به صورت دایره‌ای راست، قطبی شده است؛ زیرا جهت چرخش بردار توسط قانون دست راست به جهت حرکت موج مرتبط است. در حالت دیگر بر اساس قرارداد جایگزین می‌توان گفت به صورت دایره‌ای چپ قطبی شده است.

در الکترودینامیک، قطبش دایره‌ای موج الکترومغناطیسی، حالتی از قطبش است که در هر نقطه، میدان الکترومغناطیسی موج اندازه ثابتی دارد و با سرعت ثابتی در صفحه‌ای عمود بر جهت موج می‌چرخد.
در الکترودینامیک، قدرت و جهت یک میدان الکتریکی با بردار میدان الکتریکی آن تعریف می شود. در مورد یک موج قطبی دایره‌ای، نوک بردار میدان الکتریکی، در یک نقطه معین از فضا، به فاز نور در حال حرکت در زمان و مکان مربوط می‌شود. در هر لحظه از زمان، بردار میدان الکتریکی موج، نقطه‌ای روی مارپیچ را نشان می‌دهد که در امتداد جهت انتشار قرار دارد.
یک موج قطبی دایره‌ای می تواند به یکی از دو حالت ممکن زیر بچرخد:
1. قطبش دایره‌ای راست دست (RHCP) که در آن بردار میدان الکتریکی با توجه به جهت انتشار به حالت راست دست می چرخد.
2. قطبش دایره ای چپ دست (LHCP) که در آن بردار به حالت چپ دست می چرخد.

قطبش دایره ای یک حالت خاص از قطبش بیضوی است. حالت خاص دیگر که قابل فهم‌تر است، قطبش خطی نام دارد. هر سه اصطلاح توسط اگوستن-ژان فرنل، در شرح‌ حالی که در ۹ دسامبر ۱۸۲۲ برای آکادمی علوم فرانسه خوانده شد، ابداع شدند. فرنل برای اولین بار حالت قطبش دایره‌ای را بدون نام بردن از آن در سال ۱۸۲۱ شرح داد.
پدیده قطبش در نتیجه این واقعیت به وجود می‌آید که نور به عنوان یک موج عرضی دوبعدی رفتار می‌کند.
قطبش دایره‌ای زمانی اتفاق می افتد که دو مؤلفه بردار میدان الکتریکی متعامد دارای اندازه برابر باشند و دقیقاً ۹۰ درجه یا یک چهارم طول موج خارج از فاز باشند.

## خصوصیات
در یک موج الکترومغناطیسی قطبی شده دایره‌ای، بردارهای میدان الکتریکی منفرد، و همچنین بردار ترکیبی آنها، دارای اندازه ثابت و با زاویه فاز متغیر هستند. با توجه به اینکه این یک موج صفحه‌ای است، هر بردار، بزرگی و جهت میدان الکتریکی را برای کل صفحه ای که بر محور نوری عمود است نشان می دهد. به طور خاص، با توجه به اینکه این یک موج صفحه‌ای دایره‌ای قطبی شده است، این بردارها نشان می‌دهند که میدان الکتریکی، از صفحه‌ای به صفحه دیگر، قدرت ثابتی دارد در حالی که جهت آن به طور پیوسته می‌چرخد. این نور راست دست در نظر گرفته می شود، در صورت مشاهده توسط گیرنده، در جهت عقربه‌های ساعت به صورت دایره‌ای قطبی شده است. از آنجایی که این یک موج الکترومغناطیسی است، هر بردار میدان الکتریکی دارای یک بردار میدان مغناطیسی متناظر است که نمایش داده نشده است. این بردار مغناطیسی در زاویه قائم با بردار میدان الکتریکی و از نظر اندازه متناسب با آن است. در نتیجه، بردارهای میدان مغناطیسی در صورت نمایش، مارپیچ دوم را ردیابی می کنند.

نور قطبیده دایره ای راست دست/جهت عقربه های ساعت که با و بدون استفاده از اجزا نمایش داده می‌شود. اگر به جای گیرنده از نقطه نظر منبع تعریف شود، این حالت چپگرد / خلاف جهت عقربه‌های ساعت به صورت دایره‌ای قطبی در نظر گرفته می شود.

قطبش دایره‌ای اغلب در زمینه اپتیک مشاهده می شود و در این بخش، موج الکترومغناطیسی، نور نامیده می شود.
ماهیت قطبش دایره‌ای و رابطه آن با دیگر قطبش‌ها اغلب با تصور میدان الکتریکی به شکل تقسیم شده به دو جزء عمود بر یکدیگر درک می شود. مؤلفه عمودی و صفحه مربوط به آن با رنگ آبی نشان داده شده است، در حالی که مؤلفه افقی و صفحه مربوط به آن با رنگ سبز نشان داده شده است. توجه کنید که مؤلفه افقی سمت راست (نسبت به جهت حرکت) مؤلفه عمودی را با یک چهارم طول موج هدایت می کند؛ با اختلاف فاز ۹۰ درجه. این رابطه فاز تربیعی است که مارپیچ را ایجاد می کند و باعث می شود که نقاط دارای حداکثر بزرگی مؤلفه عمودی با نقاط با اندازه صفر جزء افقی مطابقت داشته باشند و بالعکس. نتیجه این تراز، بردارهای انتخابی مربوط به مارپیچ است که دقیقاً با حداکثر اجزای عمودی و افقی مطابقت دارد.
برای درک چگونگی مطابقت این تغییر فاز مربعی با میدان الکتریکی که با حفظ اندازه ثابت می‌چرخد، نقطه‌ای را تصور کنید که در جهت عقربه‌های ساعت در یک دایره حرکت می‌کند. در نظر بگیرید که چگونه جابجایی های عمودی و افقی نقطه نسبت به مرکز دایره به صورت سینوسی در زمان تغییر می کند و یک چهارم سیکل خارج از فاز است. گفته می شود که جابجایی‌ها در یک چهارم سیکل خارج از فاز هستند زیرا حداکثر جابجایی افقی (به سمت چپ) قبل از رسیدن به حداکثر جابجایی عمودی به یک چهارم چرخه می رسد. اکنون با مراجعه مجدد به تصویر، مرکز دایره ای را که توضیح داده شد، تصور کنید که در امتداد محور از جلو به عقب حرکت می کند. با جابجایی زاویه دیدمان به سمت چپ، نقطه دایره‌ای خارج از مارپیچ قرار می‌گیرد. همانطور که جابجایی های افقی و عمودی نقطه دوار در زمان یک چهارم چرخه خارج از فاز هستند، بزرگی اجزای افقی و عمودی میدان الکتریکی به اندازه یک چهارم طول موج خارج از فاز هستند.

### دست معکوس
جفت تصویر بعدی، نور قطبی دایره‌ای در سمت چپ و خلاف جهت عقربه‌های ساعت است که توسط گیرنده مشاهده می‌شود. از آنجایی که مولفه افقی سمت راست (نسبت به جهت حرکت) چپ دست است، اکنون به جای اینکه آن را هدایت کند، یک چهارم طول موج از مؤلفه عمودی عقب است.

### صفحه موج
برای تبدیل نور قطبیده دایره‌ای به دست دیگر، می‌توان از یک نیم صفحه موج استفاده کرد. یک نیم صفحه موج یک جزء خطی معین از نور را به نصف طول موج، نسبت به جزء خطی متعامد خود جابجا می‌کند.

نور قطبیده دایره‌ای چپ‌دست/خلاف جهت عقربه‌های ساعت که با و بدون استفاده از اجزا نمایش داده می‌شود. اگر به جای گیرنده از نقطه نظر منبع تعریف شود، این حالت به صورت دایره‌ای قطبی شده در جهت راست دست/جهت عقربه‌های ساعت در نظر گرفته می شود.

### انعکاس
دست‌برتری در نور قطبیده، هنگامی که که از سطح در برخورد عمود منعکس می شود، معکوس می‌شود. بر اساس چنین بازتابی، چرخش صفحه قطبش نور بازتاب شده با میدان فرودی یکسان است. با این حال، اکنون با انتشار در جهت مخالف، همان جهت چرخشی که به عنوان "راست دست" برای پرتو فرودی توصیف می شود، برای انتشار در جهت معکوس "چپ دست" است و بالعکس. جدای از معکوس شدن دست، بیضی بودن قطبش نیز حفظ می شود (به جز در موارد انعکاس توسط یک سطح دوشکستی).
توجه داشته باشید که این اصل فقط برای نور منعکس شده در وضعیت عمود صادق است. به عنوان مثال، نور قطبی دایره‌ای راست دست که از سطح دی الکتریک در زمان وقوع برخورد بازتاب می شود (زاویه ای فراتر از زاویه بروستر) همچنان به صورت راست دست، اما به صورت بیضی، قطبی ظاهر می شود. نور منعکس شده توسط یک فلز در بروز غیر عادی معمولاً بیضوی آن نیز تغییر می کند. چنین شرایطی ممکن است با تجزیه قطبش دایره ای (یا دیگر) فرودی به اجزای قطبش خطی موازی و عمود بر صفحه برخورد که معمولاً به ترتیب p و s نشان داده می شوند، حل شوند. مؤلفه های منعکس شده در قطبش های خطی p و s با اعمال ضرایب بازتاب فرنل، که به طور کلی برای آن دو قطبش خطی متفاوت هستند، پیدا می شوند. فقط در مورد خاص برخورد عمود، که در آن هیچ تمایزی بین p و s وجود ندارد ، ضرایب فرنل برای دو جزء یکسان است که منجر به ویژگی فوق می شود.

### تبدیل به قطبش خطی

مجموعه ای ۳ اسلایدی از عکس های گرفته شده با و بدون یک جفت عینک فیلم قطبیده دایره‌ای سه بعدی MasterImage از چند سوسک اروپایی مرده (Cetonia aurata) که رنگ سبز براق آنها از نور قطبی شده سمت چپ می آید. توجه داشته باشید که بدون عینک، هم سوسک ها و هم تصاویر آنها رنگ براق دارند. قطبنده سمت راست رنگ سوسک ها را حذف می کند اما به رنگ تصاویر اجازه عبور می‌دهد. قطبنده سمت چپ برعکس عمل می کند، و دست معکوس بودن نور منعکس شده را نشان می دهد.

نور قطبیده دایره‌ای را می توان با عبور از یک صفحه موج یک چهارم به نور قطبیده خطی تبدیل کرد. عبور نور قطبیده خطی از یک چهارم صفحه موج وقتی محورهای آن در زاویه ۴۵ درجه نسبت به محور قطبش هستند، آن را به قطبش دایره ای تبدیل می کند. در واقع، این رایج ترین روش تولید قطبش دایره ای در عمل است. توجه داشته باشید که عبور نور قطبیده خطی از یک چهارم صفحه موج در زاویه ای غیر از ۴۵ درجه عموماً قطبش بیضوی ایجاد می کند.

## قراردادهای دستی
بسته به جهتی که بردار میدان الکتریکی در آن می چرخد، قطبش دایره‌ای ممکن است به صورت راست دست یا چپ دست و در جهت عقربه های ساعت یا خلاف جهت عقربه های ساعت نامیده شود. متأسفانه در این زمینه دو قرارداد تاریخی متضاد وجود دارد.

### از دیدگاه منبع
با استفاده از این قرارداد، قطبش از نقطه نظر منبع تعریف می شود. هنگام استفاده از این قرارداد، چپ یا راست دست بودن با نشان دادن انگشت شست چپ یا راست به دور از منبع، در همان جهتی که موج منتشر می‌شود، تعیین می‌شود و چرخش انگشتان را با جهت چرخش زمانی مطابقت می‌دهد. میدان در یک نقطه معین از فضا هنگام تعیین موج در جهت عقربه‌های ساعت یا خلاف جهت عقربه‌های ساعت به صورت دایره‌ای قطبی شده است؛ مجدداً دیدگاه منبع را در نظر می‌گیریم و در حالی که از منبع نگاه می‌کنیم و در همان جهت انتشار موج هستیم، جهت چرخش فضایی میدان را مشاهده می‌کنیم. با استفاده از این قرارداد، بردار میدان الکتریکی یک موج قطبی دایره ای سمت چپ به صورت زیر است:
{\displaystyle \left(E_{x},\,E_{y},\,E_{z}\right)\propto \left(\cos {\frac {2\pi }{\lambda }}\left(ct-z\right),\,-\sin {\frac {2\pi }{\lambda }}\left(ct-z\right),\,0\right).}

یک موج قطبی دایره ای راست دست/جهت عقربه‌های ساعت همانطور که از نقطه نظر منبع تعریف شده است. اگر از دیدگاه گیرنده تعریف شود، آن را چپگرد/خلاف عقربه‌های ساعت به صورت دایره‌ای و قطبیده در نظر می گیرند.

به عنوان یک مثال خاص، به موج قطبی دایره ای در انیمیشن اول مراجعه کنید. با استفاده از این قرارداد، آن موج به عنوان راست دست تعریف می شود، زیرا هنگامی که شست دست راست در همان جهت انتشار موج نشانه می رود، انگشتان آن دست در همان جهت چرخش زمانی میدان خم می شوند. این قطبش دایره‌ای در جهت عقربه های ساعت در نظر گرفته می شود زیرا از نقطه نظر منبع، با نگاه کردن به همان جهت انتشار موج، میدان در جهت عقربه های ساعت می چرخد. انیمیشن دوم مربوط به نور چپ دست یا خلاف جهت عقربه های ساعت است که از همین قرارداد استفاده می کند.
این قرارداد با استاندارد مؤسسه مهندسین برق و الکترونیک (IEEE) مطابقت دارد و در نتیجه عموماً در جامعه مهندسی مورد استفاده قرار می گیرد.
فیزیکدانان کوانتومی نیز از این قرارداد دستی استفاده می کنند زیرا با قرارداد دستی آنها برای چرخش یک ذره سازگار است.
ستاره شناسان رادیویی نیز از این کنوانسیون مطابق با قطعنامه اتحادیه بین المللی نجوم (IAU) در سال ۱۹۷۳ استفاده می کنند.

یک موج قطبی دایره ای چپگرد/خلاف عقربه‌های ساعت همانطور که از نقطه نظر منبع تعریف شده است. اگر از دیدگاه گیرنده تعریف شود، آن را به صورت راست دست یا در جهت عقربه های ساعت به صورت دایره‌ای و قطبیده در نظر می گیرند.

### از دیدگاه گیرنده
در این قرارداد جایگزین، قطبش از دیدگاه گیرنده تعریف می شود. با استفاده از این قرارداد، چپ یا راست دست بودن با اشاره انگشت شست چپ یا راست به سمت منبع، برخلاف جهت انتشار، و سپس تطبیق پیچیدن انگشتان با چرخش فضایی میدان تعیین می‌شود.
هنگام استفاده از این قرارداد، بر خلاف قراردادهای دیگر، دست‌برتری تعریف شده موج با دست‌برتری نوع پیچی میدان در فضا مطابقت دارد. به طور خاص، اگر کسی یک موج راست دست را به موقع منجمد کند، زمانی که انگشتان دست راست خود را به دور مارپیچ می پیچد، با توجه به حس چرخش، انگشت شست به سمت پیشروی مارپیچ اشاره می کند. توجه داشته باشید که با توجه به ماهیت همه پیچ‌ها و مارپیچ‌ها، مهم نیست که هنگام تعیین دستی، انگشت شست خود را به کدام سمت بگیرید.
هنگام تعیین اینکه آیا موج در جهت عقربه های ساعت یا خلاف جهت عقربه های ساعت به صورت دایره ای قطبی شده است، مجدداً دیدگاه گیرنده را در نظر می گیریم و در حالی که به سمت منبع نگاه می کنیم، برخلاف جهت انتشار، جهت چرخش زمانی میدان را مشاهده می کنیم. همانطور که در قرارداد دیگر، راست دستی با چرخش در جهت عقربه های ساعت و چپ دستی با چرخش خلاف جهت عقربه های ساعت مطابقت دارد.
بسیاری از کتاب های درسی اپتیک از این قرارداد دوم استفاده می کنند. این قرارداد همچنین توسط SPIE و همچنین اتحادیه بین المللی شیمی محض و کاربردی (IUPAC) استفاده می شود.

### استفاده از دو قرارداد
همانطور که قبلا گفته شد، سردرگمی قابل توجهی در رابطه با این دو قرارداد وجود دارد. به عنوان یک قاعده کلی، جوامع مهندسی، فیزیک کوانتومی و نجوم رادیویی از اولین قرارداد استفاده می کنند که در آن موج از نقطه نظر منبع مشاهده می شود.  در بسیاری از کتاب های درسی فیزیک که با اپتیک سروکار دارند، از قرارداد دوم استفاده می‌شود که در آن نور از دیدگاه گیرنده مشاهده می شود.
برای جلوگیری از سردرگمی، تمرین خوبی است که هنگام بحث در مورد موضوعات قطبی‌سازی، «از نظر منبع تعریف شده» یا «از دیدگاه گیرنده تعریف شده است» مشخص شود.
آرشیو استاندارد فدرال ایالات متحده 1037C دو قرارداد متناقض را در مورد دست‌برتری پیشنهاد می‌کند.

## رادیو اف ام
اصطلاح "قطبش دایره‌ای" اغلب به اشتباه برای توصیف سیگنال های قطبی مختلط استفاده می شود؛ که بیشتر در رادیو FM (87.5 تا ۱۰۸٫۰ مگاهرتز در ایالات متحده آمریکا) استفاده می شود، که در آن یک جزء عمودی و یک جزء افقی به طور همزمان توسط یک یا چند آرایه ترکیبی منتشر می شوند. این اثر باعث نفوذ بیشتر به ساختمان ها و سخت پذیری مناطق نسبت به سیگنالی با تنها یک صفحه قطبی می شود. این می تواند نمونه ای باشد که در آن قطبش به طور مناسب تر، قطبش تصادفی نامیده می‌شود زیرا قطبش در گیرنده، اگرچه ثابت است، بسته به جهت فرستنده و سایر عوامل در طراحی آنتن فرستنده متفاوت خواهد بود. پارامترهای استوکس را ببینید.
اصطلاح "رادیو FM" در بالا به پخش FM اشاره دارد، نه رادیو دو طرفه (به طور مناسبتر، سیستم رادیویی سیار زمینی نامیده می شود)، که تقریباً منحصراً از قطبش عمودی استفاده می کند.

## دورنگی
دورنگی دایره‌ای (CD) جذب افتراقی نور قطبی دایره‌ای چپ و راست است. دو رنگی دایره‌ای اساس شکلی از طیف سنجی است که می تواند برای تعیین ایزومری نوری و ساختار ثانویه مولکول‌ها استفاده شود.
به طور کلی، این پدیده در نوارهای جذبی هر مولکول فعال نوری به نمایش گذاشته می‌شود. در نتیجه، دو رنگی دایره‌ای توسط اکثر مولکول‌های بیولوژیکی نشان داده می‌شود، زیرا مولکول‌های dextrorotary (مثلاً برخی قندها) و levorotary (مثلاً برخی اسیدهای آمینه) در آنها وجود دارد. همچنین قابل توجه است که یک ساختار ثانویه یک CD مجزا به مولکول های مربوطه خود می‌دهد. بنابراین، مارپیچ آلفا، ورق بتا و نواحی سیم پیچ تصادفی پروتئین ها و مارپیچ دوگانه اسیدهای نوکلئیک دارای امضاهای طیفی CD هستند که نماینده ساختار آنها هستند.
همچنین، تحت شرایط مناسب، حتی مولکول‌های غیر کایرال، دورنگی دایره‌ای مغناطیسی را نشان می‌دهند - یعنی دورنگی دایره‌ای ناشی از یک میدان مغناطیسی.

## تابناکی
تابناکی قطبی دایره‌ای (CPL) می تواند زمانی رخ دهد که یک لومینوفور یا مجموعه ای از لومینوفورها کایرال باشند. میزان قطبی شدن انتشارها به همان روشی که برای دورنگی دایره‌ای انجام می شود، از نظر فاکتور عدم تقارن، که گاهی اوقات به عنوان عامل ناهمسانگردی نیز نامیده می شود، تعیین می شود. این مقدار توسط:
{\displaystyle g_{em}\ =\ 2\left({\theta _{\mathrm {left} }-\theta _{\mathrm {right} } \over \theta _{\mathrm {left} }+\theta _{\mathrm {right} }}\right)}
که {\displaystyle \theta _{\mathrm {left} }} مربوط به بازده کوانتومی نور قطبی شده دایره‌ای چپ دست است و {\displaystyle \theta _{\mathrm {right} }} نور راست دست. حداکثر مقدار مطلق gem، مربوط به قطبش دایره‌ای چپ دست یا راست دست است، بنابراین مقدار آن ۲ است. در همین حال، کوچکترین مقدار مطلقی که gem می تواند به دست آورد، مربوط به نور قطبی خطی یا غیرقطبی است که صفر است.

## توضیحات ریاضی
حل موج سینوسی کلاسیک صفحه‌ای معادله موج الکترومغناطیسی برای میدان های الکتریکی و مغناطیسی به صورت زیر است:
{\displaystyle {\begin{aligned}\mathbf {E} (\mathbf {r} ,t)&=\left|\,\mathbf {E} \,\right|\mathrm {Re} \left\{\mathbf {Q} \left|\psi \right\rangle \exp \left[i\left(kz-\omega t\right)\right]\right\}\\\mathbf {B} (\mathbf {r} ,t)&={\dfrac {1}{c}}{\hat {\mathbf {z} }}\times \mathbf {E} (\mathbf {r} ,t)\end{aligned}}}که k عدد موج است:
{\displaystyle \omega =ck}
فرکانس زاویه‌ای موج عبارت است از: {\displaystyle \mathbf {Q} =\left[{\hat {\mathbf {x} }},{\hat {\mathbf {y} }}\right]} که یک ماتریس {\displaystyle 2\times 2} متعامد است و ستون‌های آن در سطح عرضی x-y قرار دارند. و {\displaystyle c} سرعت نور است.
در این رابطه، {\displaystyle \left|\,\mathbf {E} \,\right|} دامنه میدان است و
{\displaystyle |\psi \rangle \ {\stackrel {\mathrm {def} }{=}}\ {\begin{pmatrix}\psi _{x}\\\psi _{y}\end{pmatrix}}={\begin{pmatrix}\cos \theta \exp \left(i\alpha _{x}\right)\\\sin \theta \exp \left(i\alpha _{y}\right)\end{pmatrix}}}
بردار جونز نرمال شده در صفحه xy است.
اگر {\displaystyle \alpha _{y}} {\displaystyle \pi /2} رادیان بچرخد، با توجه به {\displaystyle \alpha _{x}} و اینکه دامنه x برابر با دامنه y است، موج به صورت دایره ای قطبی شده است.
بردار جونز عبارت است از:{\displaystyle |\psi \rangle ={1 \over {\sqrt {2}}}{\begin{pmatrix}1\\\pm i\end{pmatrix}}\exp \left(i\alpha _{x}\right)}
که علامت مثبت نشان دهنده قطبش دایره‌ای چپ و علامت منفی نشان دهنده قطبش دایره‌ای راست است. در مورد قطبش دایره‌ای، بردار میدان الکتریکی با اندازه ثابت در صفحه x - y می چرخد.
اگر بردارهای پایه به گونه ای تعریف شوند که:
{\displaystyle |\mathrm {R} \rangle \ {\stackrel {\mathrm {def} }{=}}\ {1 \over {\sqrt {2}}}{\begin{pmatrix}1\\-i\end{pmatrix}}}
و:
{\displaystyle |\mathrm {L} \rangle \ {\stackrel {\mathrm {def} }{=}}\ {1 \over {\sqrt {2}}}{\begin{pmatrix}1\\i\end{pmatrix}}}
سپس حالت قطبش را می توان در "پایه RL" به صورت زیر نوشت:
{\displaystyle |\psi \rangle =\psi _{\mathrm {R} }|\mathrm {R} \rangle +\psi _{\mathrm {L} }|\mathrm {L} \rangle }که در این حالت:
{\displaystyle {\begin{aligned}\psi _{\mathrm {R} }~&{\stackrel {\mathrm {def} }{=}}~{\frac {1}{\sqrt {2}}}\left(\cos \theta +i\sin \theta \exp \left(i\delta \right)\right)\exp \left(i\alpha _{x}\right)\\\psi _{\mathrm {L} }~&{\stackrel {\mathrm {def} }{=}}~{\frac {1}{\sqrt {2}}}\left(\cos \theta -i\sin \theta \exp \left(i\delta \right)\right)\exp \left(i\alpha _{x}\right)\end{aligned}}}
و:
{\displaystyle \delta =\alpha _{y}-\alpha _{x}.}

## در مکانیک کوانتوم
در دیدگاه مکانیک کوانتوم، نور از فوتون تشکیل شده است. قطبش تجلی حرکت زاویه ای نور است. به طور خاص، در مکانیک کوانتوم، جهت اسپین یک فوتون به دست برتری نور قطبی شده دایره‌ای گره خورده است و اسپین پرتویی از فوتون‌ها شبیه به اسپین پرتویی از ذرات، مانند الکترون ها است.

## در طبیعت

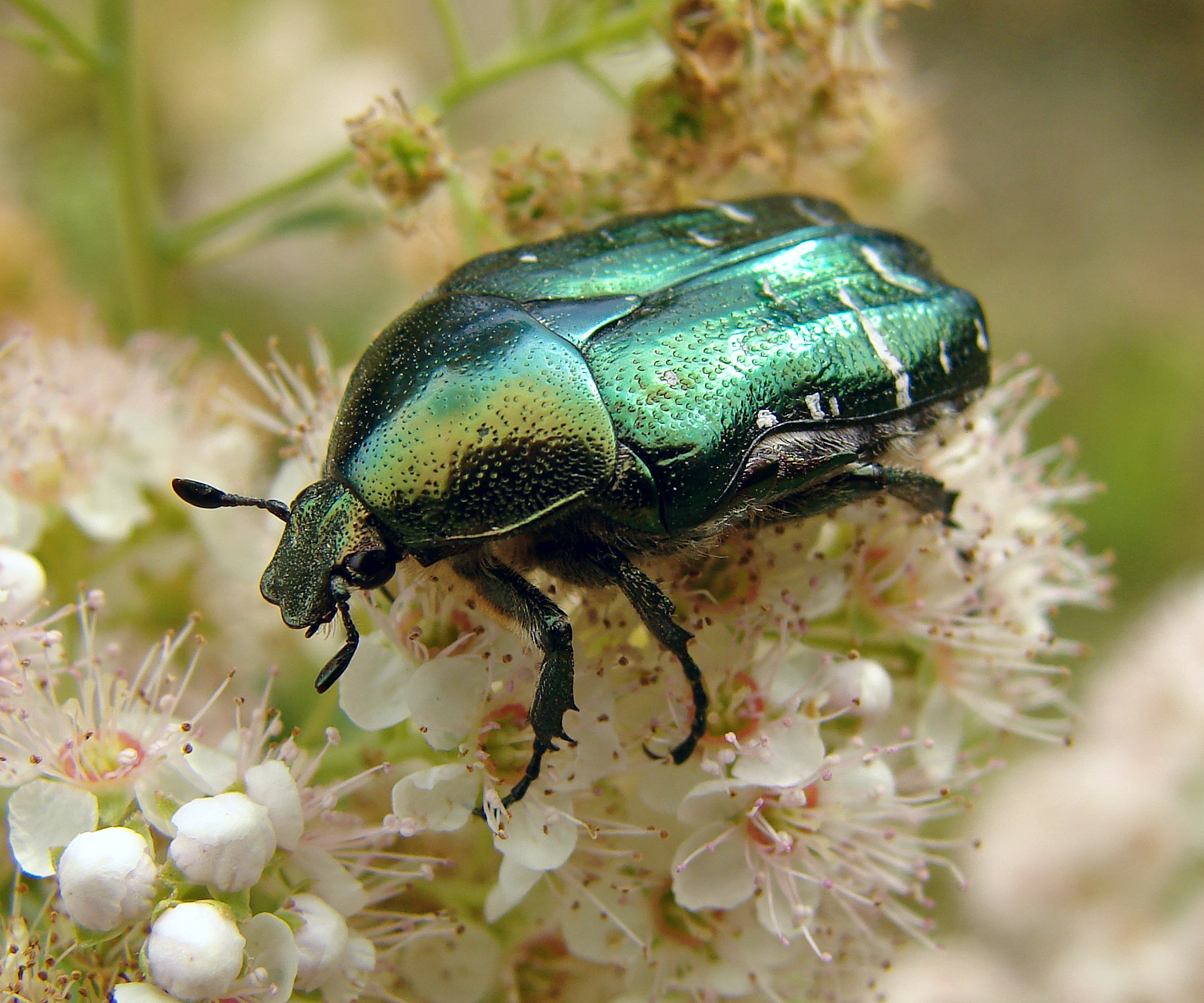
سطح خارجی رز چفر تقریباً به طور انحصاری نور قطبی شده دایره ای چپ را منعکس می کند.

تنها چند مکانیسم در طبیعت شناخته شده است که به طور سیستماتیک نور قطبی شده دایره‌ای تولید می کنند. در سال ۱۹۱۱، آلبرت آبراهام مایکلسون کشف کرد که نور منعکس شده از سوسک اسکراب طلایی Chrysina resplendens ترجیحاً قطبی چپ است. از آن زمان، قطبش دایره‌ای در چندین سوسک اسکراب دیگر مانند Chrysina gloriosa  و همچنین برخی سخت پوستان مانند میگوی آخوندک اندازه گیری شده است. در این موارد، مکانیسم زیربنایی مارپیچ بودن کوتیکول کیتین در سطح مولکولی است.
بیولومینسانس لارو کرم شب‌تاب نیز به صورت دایره‌ای قطبی شده است، همانطور که در سال ۱۹۸۰ برای گونه های Photuris lucicrescens و Photuris versicolor گزارش شد . برای کرم شب‌تاب، یافتن توضیح میکروسکوپی برای قطبش دشوارتر است، زیرا فانوس های چپ و راست لاروها نور قطبی شده با حواس مخالف را ساطع می کنند. از نظر نویسندگان نور با یک قطبش خطی به دلیل ناهمگونی‌های درون فوتوسیت‌های هم‌تراز شروع به حرکت می‌کند و در حین عبور از بافت دوشکستی خطی، دچار قطبش دایره‌ای می‌شود.
رابط های آب و هوا منبع دیگری از قطبش دایره‌ای را فراهم می کند. نور خورشید که به سمت سطح پراکنده می شود به صورت خطی قطبی شده است. اگر این نور پس از آن دچار بازتاب داخلی کلی شود، جزء عمودی آن دچار تغییر فاز می شود. برای ناظری که در زیر آب به بالا نگاه می کند، نور ضعیف بیرون از پنجره اسنل، (تا حدی) به صورت دایره ای قطبی شده است.
منابع ضعیف‌تر قطبش دایره‌ای در طبیعت عبارتند از پراکندگی چندگانه توسط قطبش‌کننده‌های خطی، مانند قطبش دایره‌ای نور ستاره، و جذب انتخابی توسط محیط‌های دایره‌ای دو رنگ.
تابش رادیویی از ستارگان و تپ اخترها می تواند به شدت به صورت دایره ای قطبی شود.
همچنین گزارش شده است که دو گونه از میگوی مانتیس قادر به تشخیص نور قطبی شده دایره‌ای هستند.